# Chanoy
Chanoy és un municipi francès situat al departament de l'Alt Marne i a la regió del Gran Est. L'any 2007 tenia 140 habitants.

## Demografia

### Població
El 2007 la població de fet de Chanoy era de 140 persones. Hi havia 52 famílies de les quals 12 eren unipersonals (4 homes vivint sols i 8 dones vivint soles), 16 parelles sense fills, 20 parelles amb fills i 4 famílies monoparentals amb fills.
La població ha evolucionat segons el següent gràfic:
Habitants censats

### Habitatges
El 2007 hi havia 57 habitatges, 56 eren l'habitatge principal de la família i 1 estava desocupat. 56 eren cases i 1 era un apartament. Dels 56 habitatges principals, 51 estaven ocupats pels seus propietaris i 5 estaven llogats i ocupats pels llogaters; 7 tenien tres cambres, 20 en tenien quatre i 29 en tenien cinc o més. 47 habitatges disposaven pel capbaix d'una plaça de pàrquing. A 24 habitatges hi havia un automòbil i a 29 n'hi havia dos o més.

### Piràmide de població
La piràmide de població per edats i sexe el 2009 era:
| Homes | Edats   | Dones |
| ----- | ------- | ----- |
| 0     | 95 o +  | 0     |
| 0     | 90 a 94 | 0     |
| 0     | 85 a 89 | 0     |
| 0     | 80 a 84 | 0     |
| 4     | 75 a 79 | 8     |
| 8     | 70 a 74 | 8     |
| 0     | 65 a 69 | 4     |
| 0     | 60 a 64 | 0     |
| 4     | 55 a 59 | 0     |
| 0     | 50 a 54 | 8     |
| 12    | 45 a 49 | 0     |
| 8     | 40 a 44 | 8     |
| 0     | 35 a 39 | 4     |
| 8     | 30 a 34 | 0     |
| 0     | 25 a 29 | 4     |
| 0     | 20 a 24 | 4     |
| 4     | 15 a 19 | 8     |
| 8     | 10 a 14 | 4     |
| 4     | 5 a 9   | 0     |
| 0     | 0 a 4   | 0     |

## Economia
El 2007 la població en edat de treballar era de 86 persones, 64 eren actives i 22 eren inactives. De les 64 persones actives 62 estaven ocupades (34 homes i 28 dones) i 2 estaven aturades (2 dones i 2 dones). De les 22 persones inactives 11 estaven jubilades, 2 estaven estudiant i 9 estaven classificades com a «altres inactius».

### Ingressos
El 2009 a Chanoy hi havia 59 unitats fiscals que integraven 150 persones, la mediana anual d'ingressos fiscals per persona era de 18.229 €.

### Activitats econòmiques
Dels 4 establiments que hi havia el 2007, 1 era d'una empresa extractiva, 1 d'una empresa de fabricació d'altres productes industrials i 2 d'empreses de comerç i reparació d'automòbils.

## Poblacions més properes
El següent diagrama mostra les poblacions més properes.